# Montenegro en los Juegos Europeos de Cracovia 2023
Montenegro participó en los Juegos Europeos de Cracovia 2023 con un equipo de 40 deportistas. Responsable del equipo nacional fue el Comité Olímpico Montenegrino.
El equipo de Montenegro no obtuvo ninguna medalla en estos Juegos.